# 기상이변
기상이변(氣象異變) 또는 극한기후(영어: extreme weather) 또는 이상기상(異常氣象)은 평년 기후의 수준을 크게 벗어난 비일상적, 비정상적, 극단적 기상현상을 의미하며, 보통 30년을 기준으로 삼는다. 기상이변의 원인은 여러 가지이며, 지구 온난화, 엘니뇨, 북극진동, 제트기류 등이다. 하지만 엘니뇨와 라니냐는 수년에 한 번씩 찾아오는 현상으로 전제해 본다면 기상이변은 지구온난화에 기인한다고 할 수 있다.
일반적으로 과거에 경험한 일기 상태와 크게 차이가 나는 기상현상을 기상이변의 기준으로 삼고 있으나 기상이변(또는 이상기상)의 정의보다는 기상이변의 원인에 보다 주목하는 것이 현재의 실정이다.
이러한 맥락에서 세계기상기구(WMO)에서는 다음과 같이 정의하는 것을 권장하고 있다.
기온과 강수량을 대상으로 정량적 통계분석에 의한 이상기상의 발생수와 변화를 취급하는 경우에는 월평균기온이나 월강수량이 30년에 1회 정도의 확률로 발생하는 기상현상을 "이상기상"이라고 정의한다.
또한, 월평균기온이 정규분포인 경우 평균값으로부터 편차가 표준편차의 2배 이상 차이가 있을 때를 "이상고온" 또는 "이상저온"이라 하고, 월강수량이 과거 30년간의 어떤 값보다 많은 때를 "이상다우"(異常多雨), 적을 때를 "이상소우"(異常少雨) 라고 하고 있다.

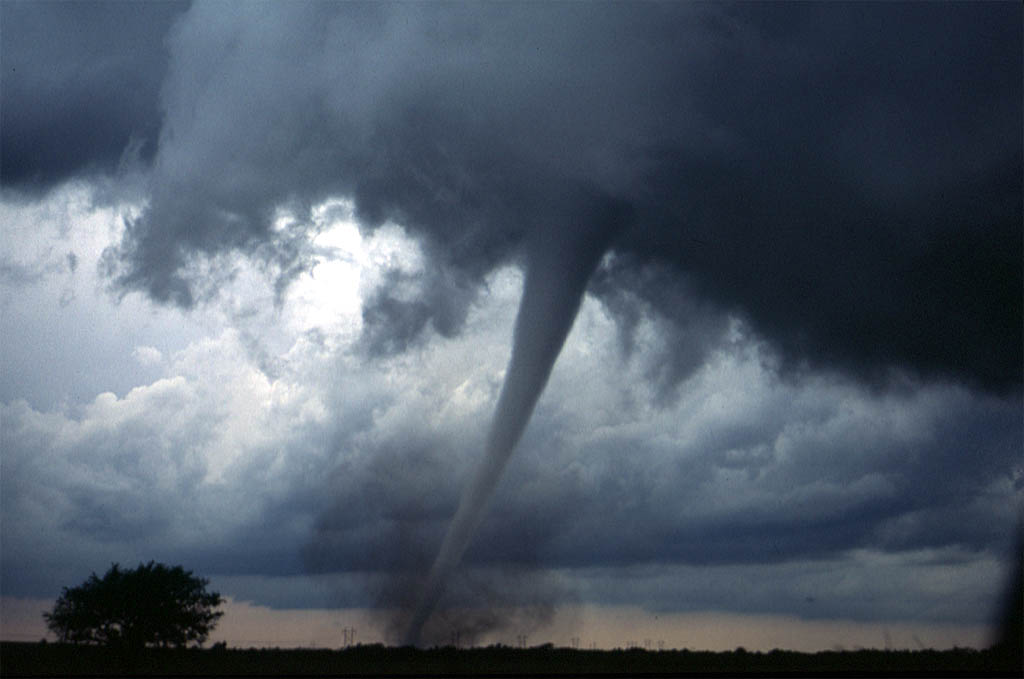
1999년 오클라호마주 아나필코를 강타한 토네이도

## 기상이변의 원인
기상이변의 원인에 대한 많은 의견에도 불구하고 대다수의 학자들은 ‘지구온난화’의 영향은 결코 무시할 수 없는 현상이라는 입장에 동의한다. 온난화 현상 자체는 과거에도 있었다고 보고되고있으나, 이러한 자료에서 알 수 있듯이 현대에 접어들면서 다루어지고있는 온난화라는 의미는 19세기 후반부터 관측되고 있는 온실가스의 증가에 따른 기상이변으로 보는 견해를 지지하는 온난화를 가리킨다. 한편 1972년 로마클럽 보고서에서 처음 공식적으로 이슈로 거론된 온난화는 이후 1985년 세계기상기구(WMO)와 국제연합환경계획(United Nations Environment Program)에서 이산화탄소(CO2)를 온난화의 주된 원인으로 발표하기도 했다. 일반인에게 온난화의 존재는 1988년 미국항공우주국(NASA)에서 지구온난화에 대한 발언을 계기로 알려지게 됐다. 19세기 후반부터 온실가스는 인위적인 온실기체가 과거 일반적이고 자연적인 현상으로서의 온실기체와 상이하고 환경파괴에 심각성을 보여준다는 점에서 매우 시사하는 바가 크다.
기상이변의 원인으로는 엘니뇨가 있다. 엘니뇨란 열대 태평양 동부지역의 해수면 온도가 5개월 이상 평년보다 섭씨 0.5도 높아진 상태가 지속되는 현상을 말한다. 열대 태평양 의 해수면 온도는 보통 서태평양이 고온이고 동태평양 남미연안은 저온이다. 이 온도차 때문에 따뜻한 공기가 차가운 쪽으로 흐르는 대류 현상이 발생해 태평양 상공의 대기는 서태평양 지역에서는 저기압, 동태평양지역에서는 고기압 상태를 유지한다. 이 때문에 인도네시아 등의 서태평양지역은 평소 비가 많이 오고, 페루 등의 동태평양 지역은 날씨가 맑고 건조하다. 그러나 동태평양 쪽의 바닷물 온도가 높아지면 공기가 동태평양에서 서태평양으로 흐른다. 엘니뇨현상에 따른 이상기상은 이렇게 해서 생겨난다. 엘니뇨현상이 나타나면 대기의 흐름을 변화시켜 페루 등 남미지역을 비롯해서 인도네시아•필리핀•호주 등 열대와 아열대 지역에 기상이변을 일으킨다. 즉, 필리핀•인도네시아•호주 북부 등지에서는 강수량이 평년보다 적어지고 중국의 화남과 일본의 남부 등 아열대 지역과 적도, 태평양 중부, 멕시코 북부와 미국 남 부, 남미대륙 중부에서는 홍수가 나는 등 예년보다 많은 강수량을 보이는 경향이 있다. 또한 알래스카와 캐나다 서부에 걸쳐 고온, 미국 남부는 저온현상이 나타나기 쉽다.
세계 여러 지역의 폭염 지속 일수가 길어지는 것은 ‘열돔 현상’이 원인이다. 열돔 현상이란 지상 5~7km 높이 대기권과 성층권 사이에서 찬 공기와 따뜻한 공기를 섞어주는 제트기류가 약해지면서 대기권에 발달한 고기압이 정체, 일종의 반구형 지붕을 만들어 지열로 뜨거워진 공기가 제대로 움직이지 못하는 현상을 말한다. 북극의 기온이 지구 다른 지역보다 4배 이상 더 빨리 오르고 있는데 이로 인해 제트 기류의 흐름이 느려지면서 열돔 현상 발생 가능성이 느려졌다는 이론도 있다.

## 기상이변으로 인한 경제적 손실
WMO에 따르면 1970년부터 2019년까지 기상이변은 약 3조 6,000억 달러의 경제적 손실을 초래했으며, 경제적 손실의 85%는 물 관련 기상이변(홍수, 폭풍우 등)으로 인해 발생했다. WHO는 이상기후가 건강에 미치는 직접적인 비용이 2030년까지 연간 20억~40억 달러에 이를 것으로 추산했다. 특히 기후변화에 취약한 개도국의 적응 수요를 충족하기 위해서는 막대한 규모의 지원이 필요할 것으로 예상되는 가운데, UNEP(2022)는 개도국의 적응 수요를 위해 2030년 연 1,600억~3,400억 달러, 2050년 연 3,150억~5,650억 달러가 필요할 것으로 전망하고 있다.

## 같이 보기
- 자연재해
- 기후 변화